# Coline Mattel
Coline Mattel (n. 3 noiembrie 1995, Sallanches, Rhône-Alpes, Franța) este o sportivă franceză, medaliată olimpică. A participat la o ediție a Jocurilor Olimpice (2014) în care a câștigat o medalie de bronz.

## Participări
Lista de mai jos prezintă principalele competiții la care a participat Coline Mattel de-a lungul carierei.
- Prîjki s tramplina na zimnih Olimpiiskih igrah 2014 — normalnîi tramplin (jenșciinî)[*]